# José Luis Jaimerena
José Luis Jaimerena Laurnagaray (Elizondo, 12 mei 1960) is een voormalig Spaans wielrenner. Hij was in 1983 een seizoen beroepsrenner, maar moest vanwege een blessure al na 1 jaar stoppen met de actieve professionele wielersport. Sinds 1996 is hij ploegleider van de Spaanse wielerploeg Movistar Team en haar voorgangers.

## Belangrijkste overwinningen
1982
Proloog Cinturón Ciclista Internacional a Mallorca
1984
Etappe A Bizkaiko Bira

## Ploegen
wielrenner
- 1983 - Reynolds

ploegleider
- 1996 - Banesto
- 1997 - Banesto
- 1998 - Banesto
- 1999 - Banesto
- 2000 - Banesto
- 2001 - iBanesto.com
- 2002 - iBanesto.com
- 2003 - iBanesto.com
- 2004 - Illes Balears-Banesto
- 2005 - Illes Balears-Caisse d'Epargne
- 2006 - Caisse d'Epargne-Illes Balears
- 2007 - Caisse d'Epargne
- 2008 - Caisse d'Epargne
- 2009 - Caisse d'Epargne
- 2010 - Caisse d'Epargne
- 2011 - Movistar Team
- 2012 - Movistar Team
- 2013 - Movistar Team
- 2014 - Movistar Team
- 2015 - Movistar Team
- 2016 - Movistar Team
- 2017 - Movistar Team
- 2018 - Movistar Team
- 2019 - Movistar Team
- 2020 - Movistar Team